# Liège

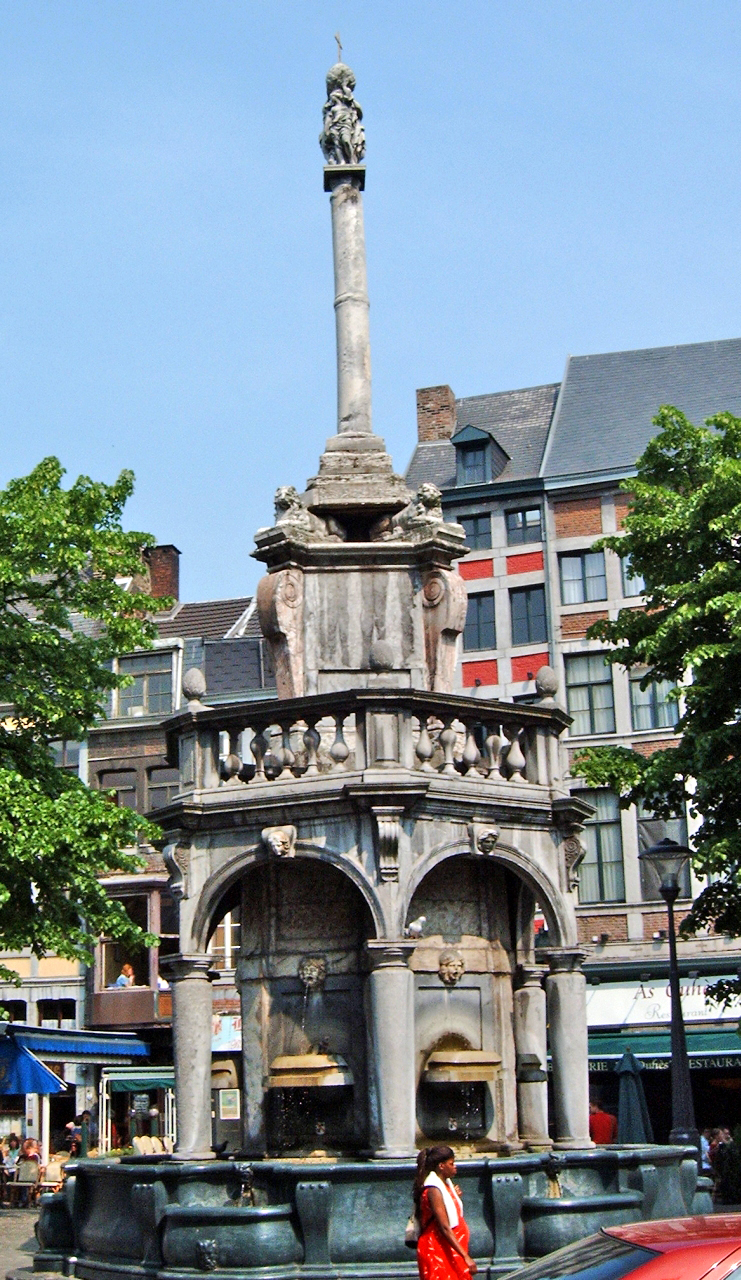
Perron, stadens centrum och främsta landmärke.

Liège (nederländska: Luik; tyska: Lüttich; vallonska: Lîdje; luxemburgiska: Léck) är huvudstad i provinsen Liège i östra Belgien belägen vid floden Meuse. 
Staden, som har en yta på 69,39 km² och en befolkning som uppgår till 187 086 invånare (1 januari 2006), är Valloniens största metropol och en av Belgiens främsta stålproducerande orter. Staden är hemort för fotbollslaget Standard de Liège.

## Historia

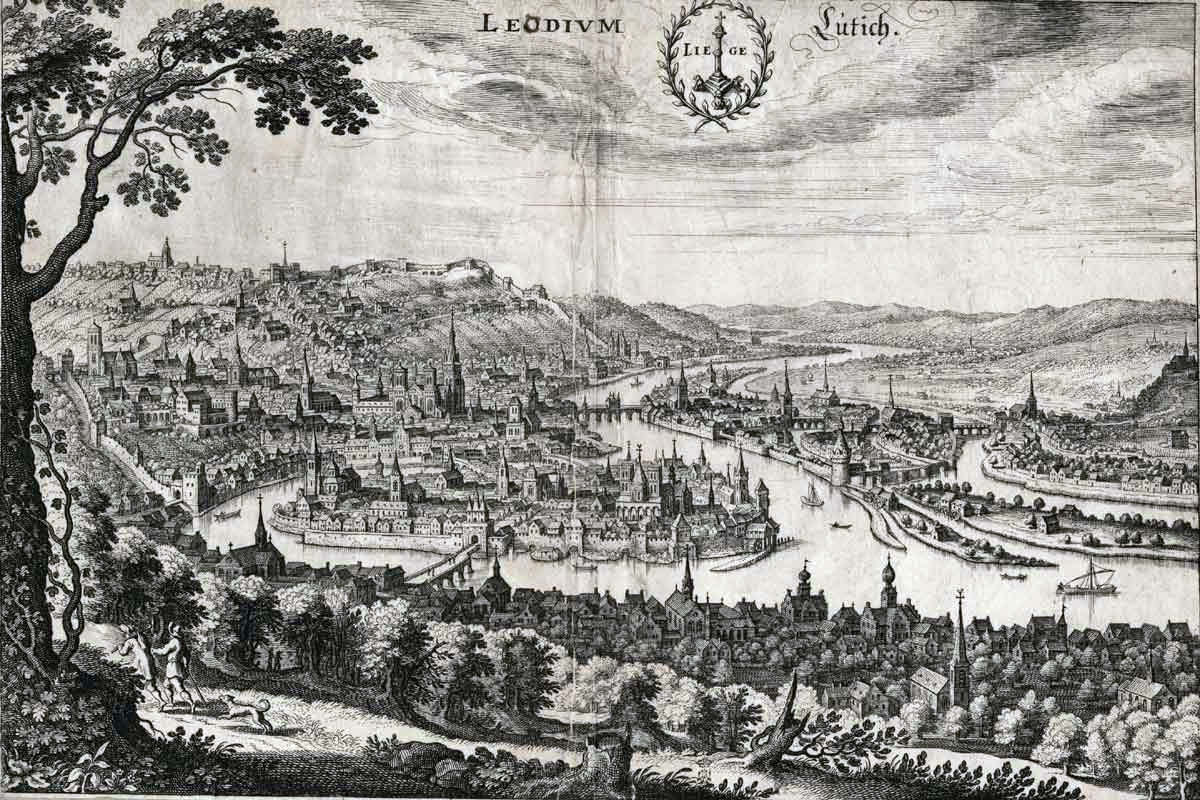
Liege 1650.

Staden finns omnämnd i skrift först år 558, men man har hittat lämningar från betydligt äldre bosättningar. Både Pippin den Lille och Karl den store, den senare också född där, hade Liège som residensstad. Staden har varit biskopssäte från omkring år 720 och furstbiskopdömet Liège härskade 980-1795 även över staden. Fram till mitten av 1300-talet var Liège huvudsakligen en kyrklig centralpunkt. Den var även en blomstrande handelsstad och ett viktigt smidescentrum. Genom att traktens rika kolförekomster började utnyttjas kom järnförädlingen att koncentreras kring Liége och dess omgivningar, främst kniv-, lås- och vapensmide. Särskilt införandet av eldhandvapen i slutet av 1400-talet innebar ett nytt uppsving för vapentillverkningen i Liège. I slutet av 1700-talet fanns här 70-80 vapenfabriker med 6.000 arbetare; i förorterna sysselsattes mer än 5.000 spiksmeder.
Det statliga universitet, Université de Liège, grundades år 1817 och har idag 17.000 studenter och 2.400 lärare.
Liège har ofta varit krigsskådeplats. 1792-94 utkämpades häftiga strider mellan österrikare och fransmän där. De första krigshändelserna under första världskriget utspelades under slaget vid Liège då staden överrumplades.
Från trakten invandrade under 1600-talet många vallonska bergsmän, smeder, köpmän och industriidkare till Sverige, däribland Louis De Geer, som var född i staden och ofta har kallats "den svenska industrins fader".

## Näringsliv

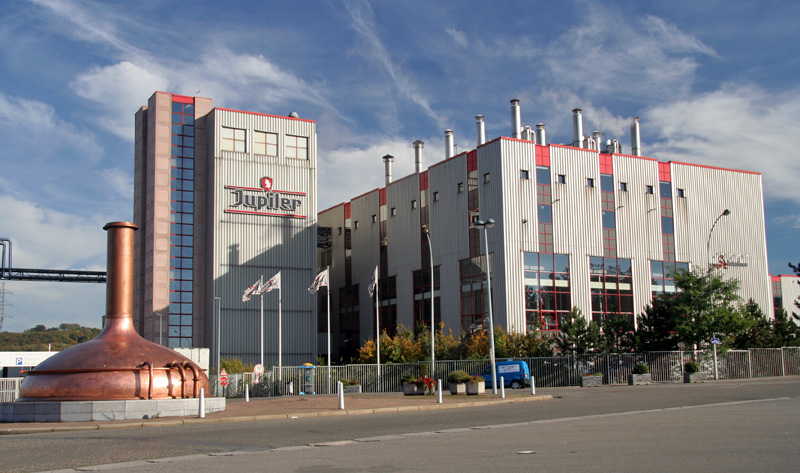
Jupilers bryggeri i Liège.

Liège har haft en omfattande vapentillverkning ända sedan medeltiden. Idag har en av världens största vapentillverkare, Fabrique Nationale, sitt säte i Liège.
I Liège bryggs ölet Jupiler.